# Phaeoglossum zeylanicum
Phaeoglossum zeylanicum är en svampart som beskrevs av Petch 1922. Phaeoglossum zeylanicum ingår i släktet Phaeoglossum och familjen Geoglossaceae.   Inga underarter finns listade i Catalogue of Life.